# Pseudophaeoramularia geranii
Pseudophaeoramularia geranii är en svampart som först beskrevs av W.B. Cooke & C.G. Shaw, och fick sitt nu gällande namn av U. Braun 1997. Pseudophaeoramularia geranii ingår i släktet Pseudophaeoramularia och familjen Mycosphaerellaceae.   Inga underarter finns listade i Catalogue of Life.